# Brandkronad blomsterpickare
Brandkronad blomsterpickare (Dicaeum kampalili) är en fågelart i familjen blomsterpickare inom ordningen tättingar.

## Utbredning och systematik
Fågeln förekommer enbart på ön Mindanao i Filippinerna och delas in i två underarter med följande utbredning:
- D. k. masawan – västra Mindanao (Mt Malindang)
- D. k. kampalili – norra, centrala och sydöstra Mindanao (Mount Kitanglad, Daggayan nära Mount Balatukan, Mount Pasian, Mount Kampalili, Mount McKinley och Mount Apo)

Den betraktas traditionellt som en del av Dicaeum anthonyi, men urskiljs sedan 2016 som egen art av Birdlife International och IUCN, sedan 2021 även av tongivande International Ornithological Congress (IOC).

## Status och hot
Arten har ett stort utbredningsområde, men tros minska i antal, dock inte tillräckligt kraftigt för att den ska betraktas som hotad. Internationella naturvårdsunionen IUCN listar arten som livskraftig (LC). Beståndet är relativt litet, uppskattat till mellan endast 10 000 och 20 000 vuxna individer.